# Harold Rawdon Briggs
Sir Harold Rawdon Briggs, britanski general, * 1894, † 1952.